# Englische Badmintonmeisterschaft 2023
Die Englische Badmintonmeisterschaft 2023  fand vom 3. bis zum 5. Februar 2023 in der University of Nottingham in Nottingham statt.

## Medaillengewinner
| Disziplin    | Gold                       | Silber                     | Bronze                                |
| ------------ | -------------------------- | -------------------------- | ------------------------------------- |
| Herreneinzel | Johnnie Torjussen          | Cholan Kayan               | Neil Bhabuta                          |
| Herreneinzel | Johnnie Torjussen          | Cholan Kayan               | Nadeem Dalvi                          |
| Dameneinzel  | Kirby Ngan                 | Freya Redfearn             | Alexandra Oprisan                     |
| Dameneinzel  | Kirby Ngan                 | Freya Redfearn             | Leona Lee                             |
| Herrendoppel | Ben Lane Sean Vendy        | Alex Green Brandon Yap     | Ollie Baczala William Jones           |
| Herrendoppel | Ben Lane Sean Vendy        | Alex Green Brandon Yap     | Rory Easton Ethan van Leeuwen         |
| Damendoppel  | Chloe Birch Jenny Wallwork | Abbygael Harris Annie Lado | Chloe Dennis Leona Lee                |
| Damendoppel  | Chloe Birch Jenny Wallwork | Abbygael Harris Annie Lado | Magda-Sabrina Lozniceriu Devon Minnis |
| Mixed        | Gregory Mairs Jenny Moore  | Rory Easton Jessica Pugh   | Alex Green Estelle van Leeuwen        |
| Mixed        | Gregory Mairs Jenny Moore  | Rory Easton Jessica Pugh   | Steven Stallwood Hope Warner          |